# تيرزان 1
تيرزان 1 هي مجرة تتبع كوكبة العقرب. اكتشفها Agop Terzan ‏ في 1966.

## روابط خارجية
- تيرزان 1 على موقع ويكي سكاي: DSS2, SDSS, GALEX, IRAS, Hydrogen α, X-Ray, Astrophoto, Sky Map, Articles and images